# 9899 Greaves
9899 Greaves è un asteroide della fascia principale. Scoperto nel 1996, presenta un'orbita caratterizzata da un semiasse maggiore pari a 2,3641965 au e da un'eccentricità di 0,1512466, inclinata di 7,84955° rispetto all'eclittica.
L'asteroide è dedicato all'astronomo britannico William Michael Herbert Greaves.